# Hare Krishna (mantra)

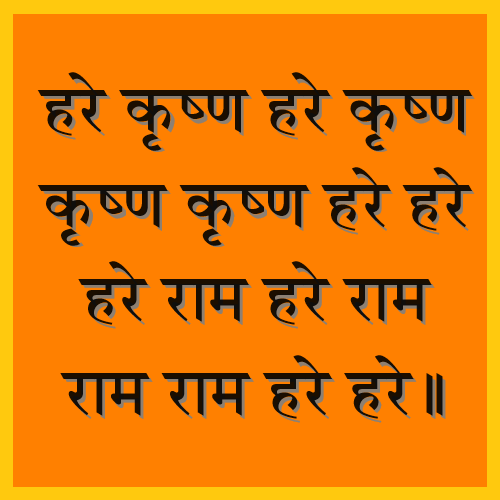
Hare Krishna (Maha Mantra) na escrita devanágari (devanāgarī).

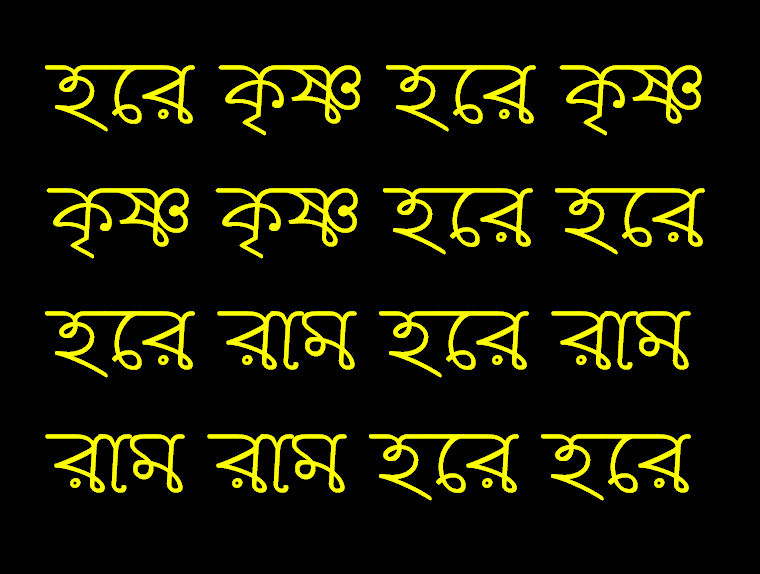
Hare Krishna (Maha Mantra) na língua bengali

O mantra Hare Krishna, também conhecido reverentemente como Mahā-mantra (lit. 'Grande Mantra'), é um mantra vaishnava de 16 palavras mencionado no Kali-Saṇṭāraṇa Upaniṣad. No século XV, ele ganhou importância no movimento Bhakti seguindo os ensinamentos de Chaitanya Mahaprabhu. Este mantra é composto de três nomes sânscritos - "Krishna", "Rama" e "Hare".
Desde a década de 1960, o mantra tem sido amplamente conhecido fora da Índia através de A. C. Bhaktivedanta Swami Prabhupada e seu movimento, Sociedade Internacional para a Consciência de Krishna (comumente conhecido como Hare Krishnas ou movimento Hare Krishna).

## Mantra
O mantra Hare Krishna é composto de três nomes sânscritos: Hare, Krishna e Rama. É uma estância poética em métrica anuṣṭubh (uma quadra de quatro linhas (pāda) de oito sílabas com certos comprimentos de sílaba para algumas das sílabas).
O mantra conforme apresentado na fonte escrita mais antiga existente, o Kali-Saṇṭāraṇa Upaniṣad, é o seguinte:

Hare Rama Hare Rama

Rama Rama Hare Hare

Hare Krishna Hare Krishna

Krishna Krishna Hare Hare
Quando os seguidores de Chaitanya Mahaprabhu ensinam e praticam o Mahamantra, ele é interpretado primeiro com o nome Krishna.

Hare Krishna Hare Krishna

Krishna Krishna Hare Hare

Hare Rama Hare Rama

Rama Rama Hare Hare
Pronúncia do mantra em AFI (sânscrito):

ɦɐreː kr̩ʂɳɐ ɦɐreː kr̩ʂɳɐ

kr̩ʂɳɐ kr̩ʂɳɐ ɦɐreː ɦɐreː

ɦɐreː raːmɐ ɦɐreː raːmɐ

raːmɐ raːmɐ ɦɐreː ɦɐreː
Este mantra tem múltiplas interpretações. "Hare" pode ser interpretado como a forma vocativa de Hari, outro nome de Vishnu que significa "aquele que remove a ilusão". Outra interpretação é como o vocativo de Harā, um nome de Radha, a consorte eterna de Krishna ou sua energia (shakti). De acordo com A. C. Bhaktivedanta Swami Prabhupada, Harā se refere à "energia/shakti da Suprema Personalidade de Deus", enquanto Krishna e Rama se referem ao próprio Supremo Deus, significando "Aquele que é Todo-Atraente" e "Aquele que é a Fonte de Todo Prazer". No hino Vishnu Sahasranama cantado por Bhishma em louvor a Krishna após a Guerra de Kurukshetra, Krishna também é chamado de Rama.
Às vezes acredita-se que "Rama" em "Hare Rama" significa "Radharamana" ou o amado de Radha (outro nome para Krishna). A interpretação mais comum é que Rāma se refere a Rama do Ramayana, um avatar anterior de Krishna. "Rama também pode ser uma forma abreviada de Balarama, a primeira expansão de Krishna." O mantra é repetido, seja cantado em voz alta (bhajan), congregacionalmente (kirtan), ou para si mesmo em voz alta ou mentalmente em contas de oração feitas de tulasi (japa). A. C. Bhaktivedanta Prabhupada descreve o processo de cantar o Mahamantra da seguinte forma:
A consciência de Krishna não é uma imposição artificial à mente; essa consciência é a energia original da entidade viva. Quando ouvimos a vibração transcendental, essa consciência é revivida [...] Esse canto de 'Hare Krishna, Hare Krishna, Krishna Krishna, Hare Hare / Hare Rama, Hare Rama, Rama Rama, Hare Hare' é diretamente encenado da plataforma espiritual e, portanto, essa vibração sonora ultrapassa todos os estratos inferiores da consciência – ou seja, sensual, mental e intelectual [...] Como tal, qualquer um pode participar do canto sem nenhuma qualificação prévia.

## História
O mantra é atestado pela primeira vez no Kali-Saṇṭāraṇa Upaniṣad, um Upanixade, que é comentado por Raghunandan Bhattacharya em sua obra Harinamarthah-ratna-dipika. Neste Upanixade, Narada é instruído por Brahma (em tradução livre, do inglês de K. N. Aiyar):

Ouça aquilo que todos os Shrutis (os Vedas) mantêm em segredo e escondido, através do qual se pode cruzar o Saṃsāra (existência mundana) de Kali. Ele se livra (dos efeitos malignos de) Kali através da mera pronúncia do nome do Senhor Narayana, que é o Purusha primordial.
Narada pede para ser informado deste nome de Narayana, e Brahma responde:

Hare Rama Hare Rama, Rama Rama Hare Hare, Hare Krishna Hare Krishna, Krishna Krishna Hare Hare; esses dezesseis nomes são destrutivos dos efeitos malignos de Kali. Nenhum meio melhor do que este pode ser visto em todos os Vedas.
Algumas versões do Kali Santarana Upanishad dão o mantra com Hare Rama precedendo Hare Krishna (como citado acima), e outras com Hare Krishna precedendo Hare Rama, como na versão Navadvipa do manuscrito. O último formato é de longe o mais comum dentro das tradições vaishnava. É uma crença comum que o mantra é igualmente potente quando falado em qualquer ordem.
A tradição acredita que Chaitanya Mahaprabhu recebeu este mantra em sua iniciação (diksha). A tradição êmica afirma que o mantra foi popularizado por Chaitanya Mahaprabhu aproximadamente por volta de 1500 d.C. quando ele começou sua missão de espalhar Harinam publicamente para "todas as cidades e vilas" do mundo, viajando por toda a Índia, e especialmente dentro das áreas de Bengala e Odisha. A. C. Bhaktivedanta Swami Prabhupada trouxe os ensinamentos de Chaitanya da Índia e os espalhou pelo mundo ocidental. Começando na cidade de Nova York em 1965, ele deu a volta ao mundo quatorze vezes nos últimos onze anos de sua vida, tornando "Hare Krishna" uma frase bem conhecida em muitas partes do mundo.

## Cultura popular

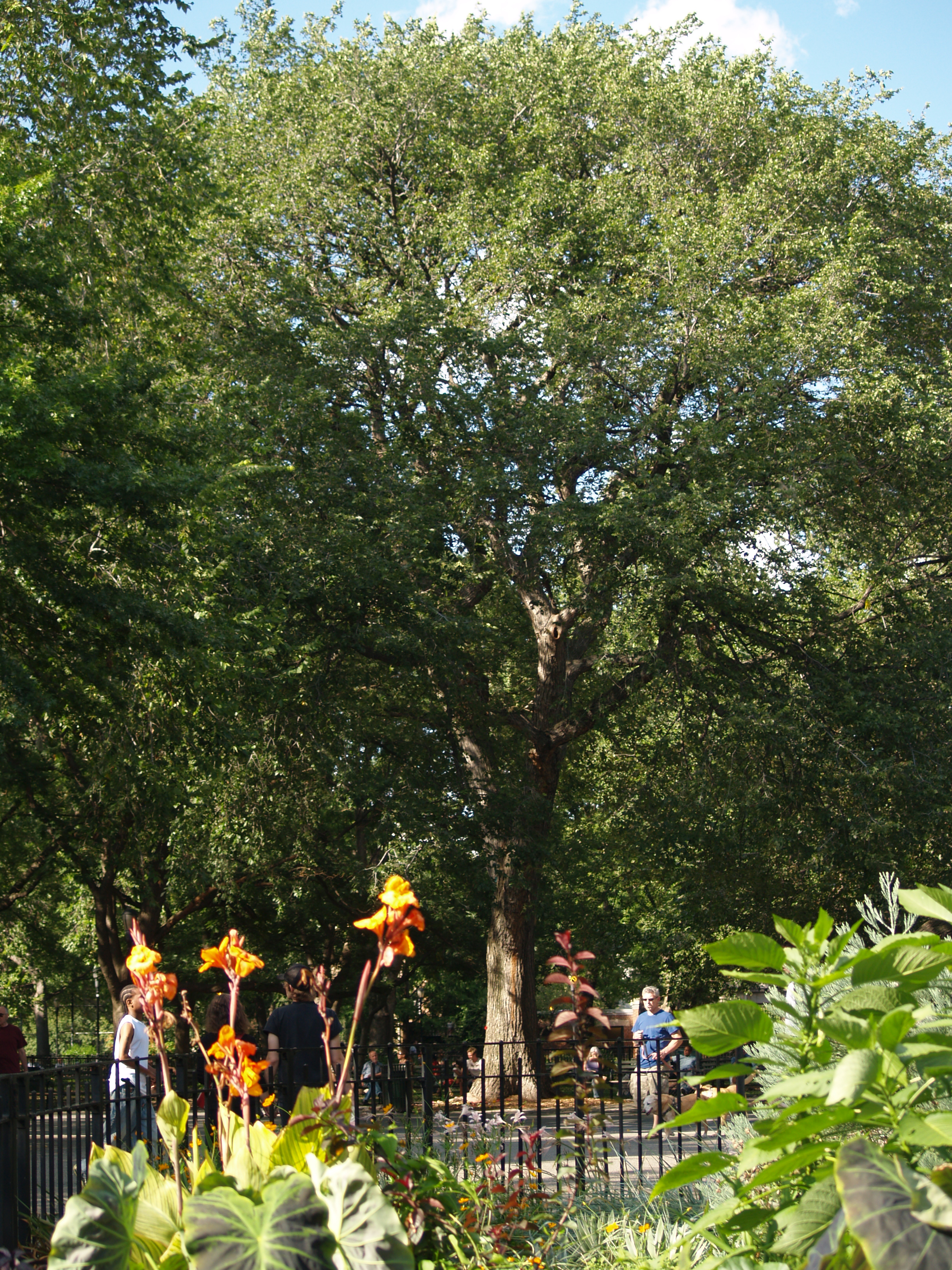
A árvore Hare Krishna, um olmo americano no Tompkins Square Park, na cidade de Nova York, sob a qual Bhaktivedanta Swami Prabhupada começou o primeiro canto público registrado do mantra Hare Krishna fora da Índia.